# 小姨多鹤 (电视剧)
《小姨多鹤》是由严歌苓同名小说《小姨多鹤》改编的一部电视剧，由孙俪、姜武、闫学晶主演。本剧主要讲述了一位日本女性在日本戰敗後留在中国的经历，剧中孙俪饰演日本人竹內多鹤，因此被称作小姨（上星播出时补拍了部分镜头并把多鹤改为是中国人）。本剧在浙江教育科技频道/宁波新闻综合频道于2009年10月31日首播。2010年3月27日广东电视台珠江频道播映。

## 劇情

### 歷史背景
大日本帝國在發動九一八事變後，迅速佔領了中國東北並建立了滿洲國。之後，大日本帝國政府發起了移民計畫，計劃將日本本土境內的五百萬日本人移民至滿洲國境內。1945年，日本戰敗後，遺留在中國的日僑們或集體自殺，或逃離中國前往日本。日僑們在逃亡的途中，死亡時有發生。

### 劇情簡介
竹內多鶴一家在逃亡的途中遭遇了土匪搶劫，從此多鶴與家人失散了。張儉的父母發現了即將奄奄一息的多鶴，把她帶回家並救活了她。幾年前，張儉的妻子朱小環因日本兵的追趕而跳崖，導致懷有七個月身孕的朱小環流產大出血並且失去了生育能力。張儉的父母不希望張家斷子絕孫而請求多鶴為張家生孩子，多鶴為報答救命之恩答應了請求。幾個月後，多鶴生下了一個孩子（多年以後又生下了一對雙胞胎）。張家為了向眾人隱藏多鶴的日本人身份，張家與多鶴約定：多鶴是朱小環的親妹妹（化名朱二環），是張儉的小姨子，三個孩子把朱小環叫作親媽，多鶴只能是三個親生骨肉的小姨……

## 演员
- 竹内多鹤（朱二環） 孙俪 饰
- 张俭（二孩/二河） 姜武 饰
- 朱小环 闫学晶 饰
- 張關氏（張儉之母） 萨日娜 饰
- 张石匠（張儉之父） 杜源 饰
- 石玉良 冯雷 饰
- 張春美（多鶴的女兒） 张佳宁 饰
- 彭瑞祥 姚刚 饰
- 张钢（多鶴的兒子） 白恩 饰
- 张铁（多鶴的兒子） 王艺铮 饰
- 卢镇长 卢勇 饰
- 郭主任 张永祥 饰
- 朱小环之父 刘兵 饰

## 职员表
- 出品人： 杨军、张晓东
- 制作人： 马千策、孟庆瑾、罗满平
- 监制： 周大新、张文、张新慧
- 导演： 安建
- 编剧： 林和平
- 摄影： 朱定忠
- 配乐： 捞仔
- 剪辑： 崔亮
- 美术设计： 李连文
- 发行： 温智伟
- 总策划： 黄江源、李日伟、黄诚坚
- 责任编辑：唐浩、曲伟
- 宣传策划：王奎龙
- 出品方：大连天歌传媒股份有限公司、宁波广电集团、西安天晟影视文化有限公司

## 音乐原声
- 片头曲《花儿红》 演唱：闫学晶
- 片尾曲《相濡以沫》演唱：阿鲁阿卓

## 节目变迁
| 年代MUCH台 每週一至週五晚間20:00 | 年代MUCH台 每週一至週五晚間20:00 | 年代MUCH台 每週一至週五晚間20:00 |
| -------------------------------- | -------------------------------- | -------------------------------- |
|                                  | 小姨媽媽                         |                                  |
| 芝麻胡同                         | 春草 （敬請期待）                |                                  |